# Полковник Савово
Полковник Савово е село в Североизточна България. То се намира в община Тервел, област Добрич.

## География
Селото се намира в Дунавската равнина. Отстои на 444 км от София и на 42 км от Добрич.

## История
През 1942 г. село Дишбудак (от турски: duştubak – ясен) е преименувано в Полковник Савово, в чест на загиналия за свободата на Добруджа през Първата световна война (1915 – 1918) командир на 2-ра дружина от 35-и полк майор Ангел Савов, произведен посмъртно в чин полковник.

## Население
Преброяване на населението през 2011 г.
Численост и дял на етническите групи според преброяването на населението през 2011 г.:
|                     | Численост | Дял (в %) |
| Общо                | 197       | 100,00    |
| Българи             | 33        | 16,75     |
| Турци               | 164       | 83,24     |
| Цигани              | 0         | 0,00      |
| Други               | 0         | 0,00      |
| Не се самоопределят | 0         | 0,00      |
| Неотговорили        | 0         | 0,00      |